# Crockenhill
Crockenhill – wieś w Anglii, w hrabstwie Kent, w dystrykcie Sevenoaks. Leży 29 km na północny zachód od miasta Maidstone i 25 km na południowy wschód od centrum Londynu.